# Luxemburgska euromynt
Luxemburgska euromynt finns sedan den 1 januari 1999, då Luxemburg införde euron som sin valuta. De lägre valörerna av euron utgörs av mynt, medan de högre valörerna utgörs av sedlar. Euromynten har en gemensam europeisk sida som visar värdet på myntet och en nationell sida som visar en symbol vald av den medlemsstat där myntet präglades. Varje medlemsstat har således en eller flera symboler som är unika för just det landet.
För bilder av den gemensamma sidan och en detaljerad beskrivning av mynten, se artikeln om euromynt.
De luxemburgska euromynten präglas av olika designer, men alla visar ett porträtt på storhertigen Henri av Luxemburg, texten Lëtzebuerg (som betyder "Luxemburg" på luxemburgiska) samt de tolv EU-stjärnorna. Årtalet på de luxemburgska mynten avser myntets utgåva.
Luxemburgs gamla valuta, luxemburgsk franc, kan växlas in hos landets centralbank på obegränsad tid, men detta gäller enbart sedlar. Mynt kan inte växlas in.
Luxemburg har präglat en serie mynt och ett flertal versioner av 2-eurojubileumsmynt. Jubileumsmynten har getts ut sedan 2004.